# San Giovenale
San Giovenale est le nom moderne d'un ancien établissement étrusque situé à proximité du village de Blera, en Italie. Il a été fouillé par des archéologues de l'Institut suédois de Rome parmi lesquels le roi Gustave VI Adolphe de Suède dans les années 1950 et 1960.

## Histoire
Occupé dès l'âge du bronze et du fer, le site est habité par les populations italiques et étrusques dont subsistent des vestiges du VIe siècle av. J.-C.

## Site
Les fouilles de San Giovenale sont, avec les fouilles d'Acquarossa, la source principale d'information sur l'organisation des établissements étrusques de petite et moyenne dimension.
Le principal établissement consiste en un haut plateau séparé en deux parties, dénommé l'acropole et le bourg ou Borgo. Le site est entouré de nombreuses tombes des VIIe et IIIe siècles av. J.-C.
De nombreuses pièces archéologiques sont conservées au Musée national étrusque de Viterbe.

## Sources
- (en) Cet article est partiellement ou en totalité issu de l’article de Wikipédia en anglais intitulé « San Giovenale » (voir la liste des auteurs).